# Phelipara saigonensis
Phelipara saigonensis är en skalbaggsart som beskrevs av Stefan von Breuning 1943. Phelipara saigonensis ingår i släktet Phelipara och familjen långhorningar.
Artens utbredningsområde är Laos. Inga underarter finns listade i Catalogue of Life.